# آدم لصناعة الطائرات
آدم إيركرفت إندستريز (بالإنجليزية: Adam Aircraft Industries) أختصارا (AAI). كانت شركة لصناعة الطائرات أسسها جورج ف. آدم جر وجون سي. نودسن في عام 1998. وكان مقر الشركة يقع في مطار سنتنيال في منطقة دنفر أورورا العاصمة كولورادو. توقفت الشركة عن العمل في 11 فبراير 2008، وقدمت للفصل 7 الإفلاس في 15 فبراير 2008.

## التاريخ

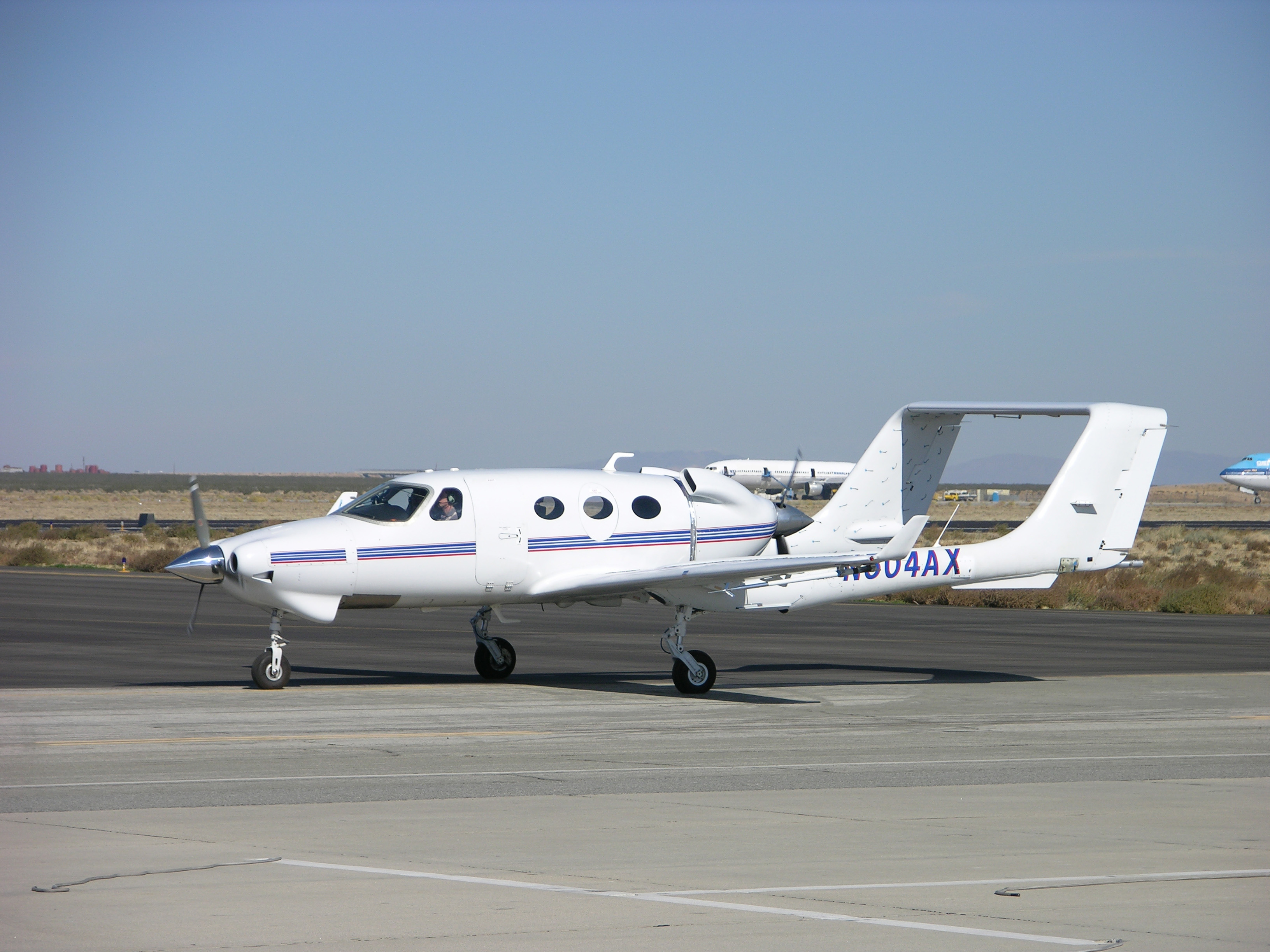
آدم إيه500 prototype during its flight test program at the Mojave Spaceport

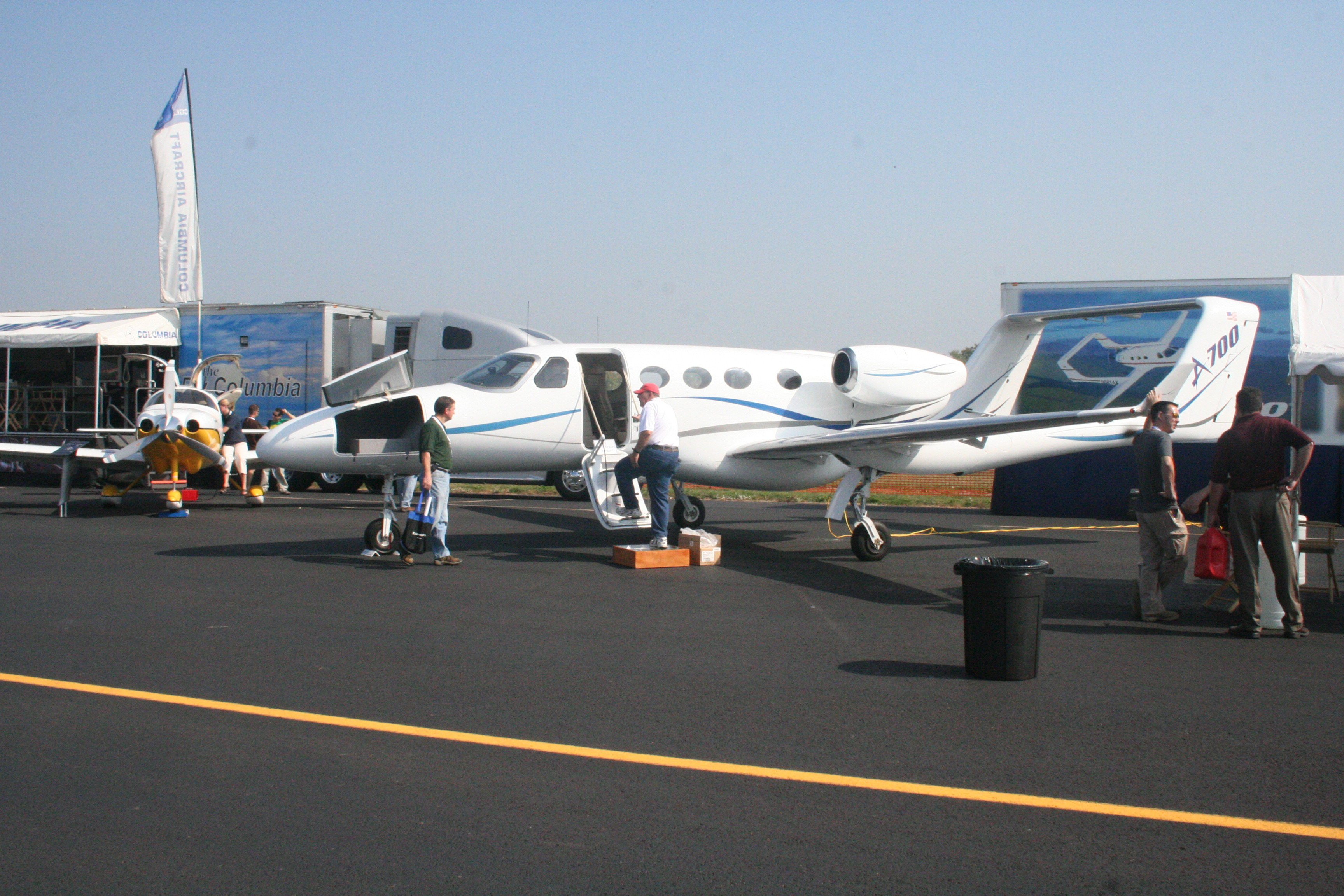
آدم إيه700 prototype

## قائمة الطائرات
- آدم إيه500 - (2000) ذات محركين مكبسين
- آدم إيه500 - (2002) ذات محركين مكبسين تتسع لستة أشخاص.
- آدم إيه700 AdamJet - (2003) ذات محركين مكبسين تتسع لستة أشخاص.

## وصلات خارجية
- Adam Aircraft website archives on أرشيف الإنترنت
- Patents owned by Adam Aircraft Industries
- DARPA rotorcraft award
- Chapter 7 bankruptcy trustee
- Triton Aerospace